# Нехою
Нехою (рум. Nehoiu) — місто у повіті Бузеу в Румунії. Адміністративно місту підпорядковані такі села (дані про населення за 2002 рік):
- Биска-Розілей (1428 осіб)
- Вінецишу (206 осіб)
- Курметура (250 осіб)
- Кірлешть (730 осіб)
- Лунка-Пріпорулуй (1251 особа)
- Млежет (915 осіб)
- Нехояшу (400 осіб)
- Пелтінень (869 осіб)
- Стеніла (46 осіб)

Місто розташоване на відстані 110 км на північ від Бухареста, 51 км на північний захід від Бузеу, 135 км на захід від Галаца, 59 км на південний схід від Брашова.

## Населення
За даними перепису населення 2002 року у місті проживала 11 631 особа.
Національний склад населення міста:
| Національність   | Кількість осіб | Відсоток |
| ---------------- | -------------- | -------- |
| румуни           | 11613          | 99,8%    |
| угорці           | 10             | 0,1%     |
| турки            | 2              | < 0,1%   |
| німці            | 1              | < 0,1%   |
| росіяни-липовани | 1              | < 0,1%   |

Рідною мовою назвали:
| Мова      | Кількість осіб | Відсоток |
| --------- | -------------- | -------- |
| румунська | 11619          | 99,9%    |
| угорська  | 5              | < 0,1%   |
| німецька  | 1              | < 0,1%   |
| російська | 1              | < 0,1%   |
| турецька  | 1              | < 0,1%   |

Склад населення міста за віросповіданням:
| Релігія        | Кількість осіб | Відсоток |
| -------------- | -------------- | -------- |
| православні    | 11376          | 97,8%    |
| бретрени       | 128            | 1,1%     |
| римо-католики  | 34             | 0,3%     |
| лютерани       | 34             | 0,3%     |
| баптисти       | 33             | 0,3%     |
| адвентисти     | 12             | 0,1%     |
| п'ятдесятники  | 4              | < 0,1%   |
| греко-католики | 4              | < 0,1%   |
| мусульмани     | 2              | < 0,1%   |
| не релігійні   | 1              | < 0,1%   |
| атеїсти        | 1              | < 0,1%   |

## Зовнішні посилання
- Дані про місто Нехою на сайті Ghidul Primăriilor